# Adelaida Semesi
Adelaida Kleti Semesi, également Adelaide K. Semesi (1951 – 6 février 2001) est une biologiste, botaniste et écologiste tanzanienne, professeure de biologie marine à l'Université de Dar es Salaam. Connue pour ses travaux sur l'écologie des mangroves, Semesi est la première femme à être professeure dans le domaine des sciences naturelles en Tanzanie.

## Formation
Semesi est née en 1951 à Haubi (en), en Tanzanie. Elle est diplômée de l'Université de Dar es Salam avec un Bachelor of Science en 1975 suivi d'un doctorat de la même institution en 1979. 

## Carrière
La carrière d'enseignante de Semesi débute en 1975 en tant qu'assistante pédagogique, devenant professeure au moment de sa mort. En 1982, elle démarre un programme de recherche sur la culture des algues à Zanzibar ; son application se traduit par un investissement plus important dans le secteur offrant une gamme d'emplois plus large, en particulier pour les femmes. Son travail sur l'écologie des mangroves commence en 1990, ce qui fait de la Tanzanie l'un des premiers pays à disposer d'un plan de gestion environnementale pour les mangroves. Elle défend également les connaissances scientifiques autochtones transmises oralement et leur pratique au sein des communautés, notamment en ce qui concerne les pratiques agricoles. 
Surnommée mama mikoko ("mama mangroves" en swahili),, elle se spécialise dans l'écologie des mangroves, elle est membre du conseil de la Société internationale pour les écosystèmes de mangroves, membre du conseil de l'Association internationale des algues et membre du conseil d'administration de la Western Indian Ocean Marine Science Association (en).
Semesi est la première femme professeur de Tanzanie dans le domaine des sciences naturelles. Malgré une discrimination plus large à l'égard des femmes dans le domaine scientifique (en), elle est récompensée par des prix internationaux. Celles-ci comprennent une bourse Fulbright à l'université du Sud de la Floride en 1982, où elle entreprend un projet de recherche intitulé Analyse de certains phycocolloïdes marins. Elle reçoit en 1992 une bourse Pew Trust, qu'elle utilise pour entreprendre une étude majeure sur la région de Bagamoyo, intégrant des sources marines, des statistiques socio-économiques et d'autres facteurs. 
Au moment de sa mort, Semesi est directrice de l'Institut des sciences marines de l'Université de Dar es Salam. Elle décède le 6 février 2001. Sa mort est décrite dans Pwani Yetu : The Newsletter of the Tanzanie Coastal Management Partnership comme un « grand malheur pour la conservation marine ».

## Distinctions
Semesi bénéficie d'une Bourse Fulbright ainsi que d'une Bourse Pew Trust en sciences marines. L'Université agricole de Norvège lui décerne le Noragric Publication Award (1999), pour l'excellence des publications de recherche.
L'ouvrage Marine Plants of Tanzania: A field guide to the seaweeds and seagrasses of Tanzania de Eurico C. Oliveira, Katrin Österlund et Matern S.P. Mtolera est consacré à la vie et à l'œuvre de Semesi.

## Vie privée
Semesi est mariée et mère de quatre enfants. 

## Publications (sélection)
- Collen, J., M. Mtolera, K. Abrahamsson, A. Semesi et M. Pedersen. 1995. Farming and physiology of the red algae Eucheuma: Growing commercial importance in East Africa. Ambio 24(7): 497-450.
- Mont Olera, MSP, J. Collen et AK Semesi. 1995. Destructive hydrogen peroxide production in Eucheuma denticulatum (Rhodophyta) during stress caused by elevated pH, high light intensities and competition with other species. Olera, MSP, J. Collen et AK Semesi. 1995. Destructive hydrogen peroxide production in Eucheuma denticulatum 30(4) : 289.
- Semesi AK 1993. Wetlands of sub-saharan Africa, their relevance and management. Proceedings of the conference on water and environment: Key to Africa's Development  151-164.
- Engdahl, S., F. Mamboya, M. Mtolera, A. Semesi et M. Björk. 1998. The brown macroalgae Pakina boergesenii as an indicator of heavy metal contamination in the Zanzibar Channel. Ambio 27(8) : 694-700
- Semesi, AK 1998. Coastal resources utilization and conservation issues in Bagamoyo, Tanzania. Ambio 27(8): 635-644.
- Semesi, AK 1998. Mangrove management and utilization in Eastern Africa. Ambio 27(8): 620-626.
- Mtolera, MSP, J. Collen et AK Semesi. 1996. Stressed-induced production of volatile halogenated organic compounds in Eucheuma denticulatum (Rhodophyta) caused by elevated pH and high light intensities. European Journal of Phycology 31(1): 91.
- Björk, M., SM Mohammed et A. Semesi. 1995. Coralline algae, important coral-reef builders threatened by pollution. Ambio 24(7): 502.